# ÖVP Kameradschaft der politisch Verfolgten und Bekenner für Österreich
Die ÖVP Kameradschaft der politisch Verfolgten und Bekenner für Österreich (KPV) ist ein österreichischer Interessenverband, der die aus christlichen und bürgerlichen Kreisen stammenden Opfer des Nationalsozialismus vertritt. Die KPV wurde am 5. Juli 1948 gegründet und ist unter anderem in der  Opferfürsorgekommission nach dem Opferfürsorgegesetz vertreten. Außerdem wirkt die KPV am Dokumentationsarchiv des österreichischen Widerstandes (DÖW) sowie dem Allgemeinen Entschädigungsfonds für die Opfer des Nationalsozialismus mit.

## Geschichte
Der KZ-Verband als ursprünglich direkt nach dem Krieg gegründete Opferorganisation aller politischen Richtungen wurde am 8. März 1948 behördlich aufgelöst. So entstanden auf Seiten der Anhänger der Österreichischen Volkspartei (ÖVP) die KPV und auf Seiten der Sozialdemokratischen Partei Österreichs (SPÖ) der Bund Sozialistischer Freiheitskämpfer und Opfer des Faschismus. Der ehemalige KZ-Verband blieb – nunmehr mit kommunistischem Schwerpunkt – weiter bestehen.
Heute betätigt sich die KPV als Teilnehmerin und Organisatorin bei der Durchführung von Gedenkfahrten und Studienreisen.  So fanden etwa Fahrten nach Auschwitz oder Dachau statt, darüber hinaus gibt es regelmäßige Gedenktermine in den einzelnen Bundesländern. Die bundesweite Gesamtleitung obliegt dabei einem Kuratorium, in den Bundesländern fungieren die jeweiligen Landesverbände.
In Wien findet jährlich um den 12. März im Gedenken an die Opfer des Krieges und des NS-Regimes eine Heilige Messe in der Michaelerkirche statt. Anschließend wird das Philipphofgedenken auf dem Albertinaplatz begangen, um des schwersten Luftangriffs der Alliierten am 12. März 1945 zu gedenken, bei dem der Philipphof in sich zusammenstürzte und im darunter befindlichen Luftschutzkeller weit über 300 Menschen begraben wurden. Diese Veranstaltung wird gemeinsam mit der ÖVP Innere Stadt ausgerichtet, Bezirksvorsteher Markus Figl ist Landesobmann-Stellvertreter der KPV in Wien.
Weitere traditionelle Gedenkveranstaltungen finden – gemeinsam mit den anderen Opferverbänden, mit denen die KPV in der ARGE Opferverbände zusammenarbeitet – etwa im ehemaligen Hinrichtungsraum im Straflandesgericht Wien oder beim ehemaligen Sitz der Gestapo am Morzinplatz statt. Darüber hinaus gibt es Buchpräsentationen sowie innerösterreichische Gedenkfahrten, oftmals zu aktuellen Ausstellungen.
Die KPV sieht ihre Aufgabe außerdem in der Sammlung von Dokumenten, die den großen Anteil Österreichs am Befreiungskampf Europas und der NS-Herrschaft bezeugen sollen. In diesem Zusammenhang vertritt sie die Opferthese.
Außerdem erfolgt das jährliche Dollfußgedenken am Hietzinger Friedhof. Für die KPV steht außer Zweifel, dass Engelbert Dollfuß das erste prominente Opfer der Nationalsozialisten war. Für die KPV gab es zwischen dem autoritären Ständestaat und dem NS-Regime keine Kontinuität.
Seit 2019 verleiht der KPV die nach dem österreichischen ÖVP-Politiker Ludwig Steiner benannte Ludwig Steiner Medaille. Preisträger im Jahr 2020 war Thomas Albrich.
Bundesobmann der KPV ist Norbert Kastelic, Sohn des hingerichteten Widerstandskämpfers Jacob Kastelic. Die Vereinszeitung „Der Freiheitskämpfer“ ist mit weiterführenden Informationen auf der Website einzusehen.